# Alfred Wigelius
Mats Alfred Wigelius, född 30 juni 1882 i Åmål, död 30 januari 1955, var en svensk jägmästare och direktör. Han var son till borgmästaren Sven Wigelius och bror till disponenten Thorsten Wigelius.
Wigelius avlade 1907 avgångsexamen vid Skogsinstitutet. Han blev 1917 verkställande direktör för Skogssällskapet och invaldes 1932 som ledamot av Lantbruksakademien. Han var ordförande i Göteborgs stads skogsnämnd 1924–1954 och fick 1962 en gata i staden uppkallad efter sig, Alfred Wigelius Väg, i närheten av Stora Torp.
Wigelius är begravd på Norra begravningsplatsen utanför Stockholm.